# ستيفن فرايد
ستيفن فرايد (بالإنجليزية: Stephen Fried) هو كاتب مقالات وصحفي أمريكي، ولد في 19 يناير 1958 في هاريسبرج في الولايات المتحدة.